# ワルテル・マッツァーリ
ワルテル・マッツァーリ（Walter Mazzarri、1961年10月1日 - ）は、イタリア・サン・ヴィンチェンツォ出身の元サッカー選手、サッカー指導者。現役時代のポジションはMF。

## 来歴

### 現役時代
ACFフィオレンティーナの下部組織出身で現役時代はエンポリFCなどのチームを転々としながら主に二部以下のカテゴリーでプレーした。

### 指導者時代

#### 初期
現役引退後、SSCナポリなどでコーチ経験を積む。2003-04シーズンに、セリエBに所属していたリヴォルノをセリエAに昇格させる。

#### レッジーナ
2004-05シーズンからレッジーナの監督に就任した。レッジーナは毎年のように残留争いを繰り広げるプロヴィンチャであったが、マッツァーリの適材適所の采配が光り、3シーズン連続でセリエA残留に成功した。在籍3シーズン目の中村俊輔を指導した。特にマッツァーリの評価を高めたのは2006-07シーズンのレッジーナの奇跡的な残留である。同シーズン、カルチョ・スキャンダルへの関与が判明したレッジーナは、マイナス11ポイントというペナルティを課せられた。貧弱な戦力で残留争いを繰り広げていたレッジーナからすれば、これは致命的なペナルティであり、降格は不可避であるかに思われた。しかし、シーズン前の予想を裏切り、レッジーナはニコラ・アモルーゾ、ロランド・ビアンキの2トップがゴールを量産。ペナルティがなければUEFAカップ（現・UEFAヨーロッパリーグ）出場権も夢ではない勝ち点をたたき出し、見事に残留を決めた。ビアンキはそれまで大器とされながら停滞しており、マッツァーリの指導の下で才能を開花させたのである。

#### サンプドリア
2007-08シーズン、実績を買われたマッツァーリはサンプドリアの監督に就任する。当初はチーム構築に手間取ったが、我慢強く起用していたアントニオ・カッサーノが調子を取り戻すにつれてチームも勝ち進み、6位でフィニッシュしてUEFAカップ出場を決めた。カッサーノの他にも、MFのパオロ・サンマルコ、DFのクリスティアン・マッジョ、ウーゴ・カンパニャーロら、期待されながらくすぶっていた選手たちが才能を開花させている。カッサーノはEURO2008に臨むイタリア代表に選出されるほどであった。2008-09シーズン、チームはUEFAカップとリーグ戦との両立で疲弊して13位に終わり、コッパ・イタリアも準優勝となりタイトル獲得はならず、シーズン終了後に退団した。

#### ナポリ
2009年10月5日、ロベルト・ドナドーニの後任としてナポリ監督に就任。ユヴェントス戦での逆転勝利など采配が光っている。
エディンソン・カバーニ、マレク・ハムシク、エセキエル・ラベッシの3人からなる「トリデンテ」の活躍もあって、2010-11シーズンは3位で久々のチャンピオンズリーグの出場権を獲得。2011-12シーズンは5位に終わったが、チャンピオンズリーグではバイエルン・ミュンヘン、マンチェスター・シティ、ビジャレアルと同じ組にもかかわらず突破、そして決勝トーナメント一回戦では優勝したチェルシーを敗退の一歩手前まで追い込んだ。コッパ・イタリアでは決勝まで勝ち進みユヴェントスと対戦。カバーニとハムシクのゴールにより2-0で勝利し、クラブにとって1986-87シーズン以来4回目となる優勝を果たした。2012-13シーズンは｢トリデンテ」の一角であるラベッシがパリ・サンジェルマンに移籍したが、リーグ戦はユヴェントスに次ぐ2位と健闘した。シーズン終了後、退団を発表。

#### インテル
2013年5月24日、アンドレア・ストラマッチョーニ監督の後任としてインテル監督に就任。リーグ9位に終わったクラブを引き継いだ2013-14シーズンはリーグ5位に押し上げ、ヨーロッパリーグのプレーオフ出場権を獲得した。在籍3シーズン目の長友佑都を指導した。2014年7月2日、クラブとの契約延長が発表された。2014-15シーズンはリーグ第11節終了時点で9位に低迷し、ミラノダービーを控えた2014年11月14日に解任された。

#### ワトフォード
2016年5月21日、キケ・サンチェス・フローレス監督の後任としてワトフォード監督に就任。契約期間は2019年までの3年間。2016-17シーズンは、プレミアリーグ残留こそ果たしたものの、16位と終始残留争いに巻き込まれ、3年契約の途中であったが、シーズン終了後、退団を発表。イギリス紙「デイリー・ミラー」の報道によるとクラブから「クリスマスまでに英語を話せるようになること」と言れていたにもかかわらず、その指示に従わずに通訳を使い続けたことと、ピッチの脇で葉巻を吸い、イタリア語を交えた放送禁止用語連発したことでファン、選手からの支持を得られなかったことが解任の要因とされている。

#### トリノ
2018年1月4日、シニシャ・ミハイロヴィチ監督の後任としてトリノFCの監督に就任した。2018-19シーズンは、チームを5年ぶりとなるヨーロッパリーグ圏内の7位にチームを導いたものの、2019-20シーズンは8勝3分け11敗のリーグ12位と今一つな成績に加え、2020年以降は、最後の3試合は15失点を喫しての公式戦3連敗と振るわず、同年2月4日に解任された。

#### カリアリ
2021年9月15日、レオナルド・センプリチ監督の後任としてカリアリ・カルチョの監督に就任した。年明けまでは降格圏での戦いが続いたが、2022年2月に脱出に成功したものの、6勝10分け19敗の勝ち点28でリーグ17位と伸び悩み、直近8試合で7敗を喫したことに加え、エラス・ヴェローナFC戦 (1-2)後、「ウジ虫どものドレッシングルームだ」と選手に、さらにトンマーゾ・ジュリーニ会長に対しても侮辱するような行動や発言を行ったことが要因となり、同年5月2日に解任された。

#### ナポリ（第2期）
2023年11月、途中解任されたリュディ・ガルシアの後任監督として10年ぶりにナポリに復帰した。しかし成績を立て直すことはできず、2024年2月19日に解任された

## チーム造りの特徴
- ナポリ時代にレンツォ・ウリヴィエーリ（英語版）、ボローニャ時代にフランチェスコ・グイドリンの下で戦術・指導方法を学ぶ。指導したクラブの昇格、躍進の実績は素晴らしいもので、限られた戦力でも最大限に活用することが得意。前述のビアンキ、カッサーノに加え、DFクリスティアン・マッジョ、MFモザルト（英語版）、ジャンドメニコ・メスト、FWジャンパオロ・パッツィーニなど彼の元で成長・再生した選手は多い。問題児カッサーノを心服させた人格者としても知られる。
- 戦術としては3バック採用が多く、守備に人数を割きつつ、サイドからの素早い展開を実践している。レッジーナ時代の2004-05シーズンには中村俊輔も指導しており、カッサーノを始めテクニシャンを重用している。

## 監督成績
2024年2月19日現在
| クラブ         | 国               | 就任           | 退任           | 記録 | 記録 | 記録 | 記録 | 記録  | 記録 | 記録 | 記録   |
| クラブ         | 国               | 就任           | 退任           | 試   | 勝   | 分   | 敗   | 得    | 失   | 差   | 勝率   |
| -------------- | ---------------- | -------------- | -------------- | ---- | ---- | ---- | ---- | ----- | ---- | ---- | ------ |
| アチレアーレ   | イタリアの旗     | 2001年7月1日   | 2002年6月30日  | 31   | 10   | 10   | 11   | 32    | 31   | +1   | 032.26 |
| ピストイエーゼ | イタリアの旗     | 2002年7月1日   | 2003年6月30日  | 39   | 12   | 11   | 16   | 35    | 45   | −10  | 030.77 |
| リヴォルノ     | イタリアの旗     | 2003年7月1日   | 2004年6月30日  | 47   | 20   | 20   | 7    | 76    | 46   | +30  | 042.55 |
| レッジョ       | イタリアの旗     | 2004年7月1日   | 2007年5月28日  | 123  | 37   | 39   | 47   | 140   | 173  | −33  | 030.08 |
| サンプドリア   | イタリアの旗     | 2007年7月1日   | 2009年6月30日  | 99   | 38   | 29   | 32   | 134   | 117  | +17  | 038.38 |
| ナポリ         | イタリアの旗     | 2009年10月6日  | 2013年5月20日  | 182  | 89   | 50   | 43   | 292   | 203  | +89  | 048.90 |
| インテル       | イタリアの旗     | 2013年5月24日  | 2014年11月14日 | 58   | 25   | 21   | 12   | 99    | 57   | +42  | 043.10 |
| ワトフォード   | イングランドの旗 | 2016年7月1日   | 2017年5月21日  | 41   | 12   | 7    | 22   | 43    | 71   | −28  | 029.27 |
| トリノ         | イタリアの旗     | 2018年1月4日   | 2020年2月4日   | 90   | 37   | 25   | 28   | 132   | 109  | +23  | 041.11 |
| カリアリ       | イタリアの旗     | 2021年9月15日  | 2022年5月2日   | 35   | 7    | 9    | 19   | 31    | 59   | −28  | 020.00 |
| ナポリ         | イタリアの旗     | 2023年11月14日 | 2024年2月19日  | 17   | 6    | 3    | 8    | 16    | 24   | −8   | 035.29 |
| 合計           | 合計             | 合計           | 合計           | 762  | 293  | 224  | 245  | 1,030 | 935  | +95  | 038.45 |

## 獲得タイトル

### 指導者
ナポリ
- コッパ・イタリア : 2011-12